# 二川村 (福島県)
二川村（ふたかわむら）は、福島県南会津郡にかつて存在した村である。

## 地理
現在の下郷町の北東部に位置する。
村は山がちな地形である
村は阿賀川の東岸に位置する。

## 歴史
村名は鶴沼川と阿賀川の二つの川の合流点に位置するため二川村となった。

### 村域の変遷
- 1889年（明治22年）4月1日 - 町村制施行により、高陦村・枝松村・白岩村が合併し発足。
- 1928年（昭和3年）9月1日 - 長江村と合併し江川村が発足。同日二川村廃止。

変遷表
| 1868年 以前 | 1868年 以前 | 明治8年 | 明治22年 4月1日 | 昭和3年 9月1日 | 昭和30年 4月1日 | 現在   |
| ----------- | ----------- | ------- | --------------- | -------------- | --------------- | ------ |
|             | 田代村      | 高陦村  | 二川村          | 江川村         | 下郷町          | 下郷町 |
|             | 芦原村      | 高陦村  | 二川村          | 江川村         | 下郷町          | 下郷町 |
|             | 枝松村      |         | 二川村          | 江川村         | 下郷町          | 下郷町 |
|             | 白岩村      |         | 二川村          | 江川村         | 下郷町          | 下郷町 |

## 大字
- 高陦（たかしま）
- 枝松（えだまつ）
- 白岩（しらいわ）

## 人口・世帯

### 人口
総数 [単位： 人]
| 1889年（明治22年） | 962   |
| 1907年（明治40年） | 1,093 |
| 1920年（大正 9年） | 1,207 |

### 世帯
総数 [単位： 世帯]
| 1920年（大正 9年） | 183 |